# Freda Westwood
Freda Westwood (Geburtsname Freda Barker; * 1924 in Birmingham; † Dezember 2011) war eine britische Politikerin der Labour Party und eine der ersten Frauen, die als Organisatoren der Partei in einer der neun Regionen Englands tätig waren.

## Leben
Freda Barker, die älteste Tochter eines Bergmanns und einer Putzfrau, und verließ bereits 1938 die Schule, um in einem Gardinengeschäft zu arbeiten. 1939 wurde sie Arbeiterin in der in Birmingham ansässigen Munitionsfabrik Kynoch und danach 1942 bei der neu gebauten Supermarine-Spitfire-Produktionsstätte in Castle Bromwich, in der sie bis zum Ende des Zweiten Weltkrieges beschäftigt war. Danach erstellte sie in Heimarbeit Schlafmützen für einen Subunternehmer der Woolworths Group, um das Familieneinkommen zu erhöhen. 1948 wurde sie Mitglied der Labour Party.
Bei den Unterhauswahlen am 15. Oktober 1964 hatte der bisherige Labour-Abgeordnete des Wahlkreises Smethwick, Patrick Gordon Walker, sein Mandat im Unterhaus (House of Commons) gegen den landesweiten Trend an seinen konservativen Herausforderer Peter Griffiths verloren. Dieser wurde der wegen seines beleidigenden Wahlkampfstils bekannt, in dem er zum Beispiel den Wahlkampfslogan „Willst du einen Nigger als Nachbar, wähl Labour“ (‚If you want a nigger for a neighbour, vote Labour‘) benutzt.
Anschließend suchte der Regionalorganisator der Labour Party für West Midlands, Bob Chamberlain, nach einem harten Manager für den Wahlkreis Smethwick, obwohl es sich um eine unbezahlte Tätigkeit handelte, und übertrug diese Aufgabe an Freda Westwood, die bei den Unterhauswahlen vom 31. März 1966 erstmals den Wahlkampf des neuen Labour-Kandidaten und bisherigen Schauspielers Andrew Faulds leitete. Dieser gewann gegen Griffiths, so dass Griffiths nach nur zwei Jahren wieder aus dem Unterhaus ausscheiden musste.
1969 wurde sie stellvertretende Regionalorganisator sowie Frauenbeauftragte der Labour Party für West Midlands, leitete aber bei den Unterhauswahlen vom 18. Juni 1970 abermals den erfolgreichen Wahlkampf von Faulds. Zu ihren damaligen Assistenten gehörte der heutige Baron Oakeshott.
Nach dem Tod von Bob Chamberlain 1977 wurde Freda Westwood dessen Nachfolgerin und damit eine der ersten Frauen der Labour Party in der Funktion eines Regionalorganisators. Sie bekleidete dieses Amt bis zu ihrem Ruhestand 1986. Für ihre langjährigen Verdienste in der Labour Party wurde sie 1999 vom damaligen stellvertretenden Premierminister John Prescott im Beisein der Sprecherin des Unterhauses Betty Boothroyd ausgezeichnet.